# Теммі Чанґ
Тéммі Чанґ (англ. Temmie Chang; нар. 3 квітня 1993, Бруклін, Нью-Йорк, США), також відома під псевдонімом tuyoki — американська аніматорка та розробниця відеоігор. Найбільш відома як головна художниця рольової відеогри Undertale.

## Біографія
У дитинстві захоплювалася відеоіграми, зокрема Breath of Fire, ілюстраціями з DeviantArt і малюванням. Родичі Чанґ підтримали її інтерес до малювання. Дядько подарував їй графічний планшет, а матір записала на уроки образотворчого мистецтва.
У підлітковому віці отримала стипендію на п'ять років і вирушила у літній табір, де вивчала живопис і рисунок. Водночас її захоплення відеоіграми та піксельною графікою зростало.
У юнацтві вступила до Інституту Пратта, що в Нью-Йорку, на спеціалізацію «2D-анімація». Спілкування зі студентами-однодумцями та участь у творчих проєктах значно посприяли становленню Чанґ як художниці.
Одного дня їй зателефонував Тобі Фокс — фанат її творчості — і запропонував долучитися до створення відеогри, названою Undertale. Чанґ була в захваті й погодилася на пропозицію.

## Кар'єра
Про професійну діяльність Чанґ до початку роботи над Undertale відомо мало. Вона поширювала свої малюнки через соціальні мережі та працювала 2D-аніматоркою в американській компанії Studio Yotta, що спеціалізувалася на анімаціях для інтернету, відеоігор і телебачення.

### Undertale
Розроблена спільними зусиллями Тобі Фокса й Теммі Чанґ, відеогра Undertale стала попкультурним феноменом, і численні видання назвали її культовою.
Чанґ виступила головною художницею відеогри. У титрах вона зазначена як дизайнерка логотипу, художниця внутрішньоігрових відео, художниця оточення, аніматорка, художниця магазинів і художниця плиток. Також їй належить авторство кількох другорядних персонажів, зокрема Папіруса (англ. Papyrus).

### Deltarune
Наступним проєктом Тобі Фокса стала рольова відеогра Deltarune, «призначена для тих, хто пройшов Undertale». Наразі вийшли лише 4 глави гри; наступні частини перебувають на етапі розробки. Теммі Чанґ ввійшла до команди Фокса й нині обіймає посаду головної дизайнерки Deltarune.

### Інші проєкти
Окрім Deltarune, Чанґ працює над власними проєктами, які викладає на вебсайті Itch.io.
У 2018 році опублікувала короткий анімаційний фільм Dwellers of the Mountain's Forest (укр. Мешканці гірського лісу).
У 2019 році дебютувала як розробниця відеогри Escaped Chasm (укр. Утікач з безодні), що є приквелом до Dwellers of the Mountain's Forest. Наступного року Чанґ видала другу відеогру — Dweller's Empty Path (укр. Пустий шлях мешканця). Музику до обох ігор написав Тобі Фокс. Escaped Chasm і Dweller's Empty Path отримали нечисленні, але схвальні відгуки.